# Фридрих Бесел
Фридрих Вилхелм Бесел (Минден, 22. јул 1784 — Кенигсберг, 17. март 1846) је био немачки математичар, астроном и систематичар Беселових функција (које је открио Данијел Бернули). Био је савременик Карла Гауса, који је такође био математичар и астроном. Астероид 1552 Бесел назван је у његову част.

## Биографија
Бесел је рођен у Миндену, у Минден-Равенсбергу, као син грађанског службеника. Са 14 година, Бесел је шегртовао у концерну за увоз и извоз, Куленкамп. Ускоро је постао рачуновођа те компаније. Пошто је пословање зависило од трговачких бродова, Бесел је искористио своја математичка знања за решавање проблема у навигацији. Ово је заузврат довело до интересовања за астрономију као начину за одређивање географске дужине.
Бесел је задобио пажњу великог немачког астронома тог доба, Хајнриха Вилхелма Олберса, направивши финије орбиталне прорачуне за Халејеву комету. За две године, Бесел је напустио Куленкамп и постао асистент у опсерваторији у Лилијенту у близини Бремена. Тамо је радио на звезданим посматрањима Џејмса Бредлија и одредио је прецизне позиције за 3.222 звезде.
Овај Беселов рад привукао је значајну пажњу и краљ Фредерик Вилијам III Пруски поставио је двадесетшестогодишњег Бесела за директора Кенигсбершке опсерваторије. Тамо је објавио табеле атмосферске рефракције засноване на Бредлијевим посматрањима, због којих је добио Лаландову награду од Француског института. Бесел је могао да одреди тачну позицију преко 50.000 звезда током свог времена у Кенигсбергу.
Са ова два дела иза себе, Бесел је успео да постигне успех по ком се и данас овај научник најчешће памти: Беселу је приписано да је први користио паралаксу за израчунавање удаљеност до неке звезде. Астрономи су неко време веровали да ће паралакса пружити прву тачну меру међузвезданих раздаљина – заправо, 1830-их година, постојало је јако ривалство међу астрономима у томе ко ће први тачно измерити звездану паралаксу. Године 1838, Бесел је победио, објавивши да 61 Лабуд има паралаксу од 0,314 лучне секунде, што је, с обзиром на пречник Земљине орбите, значило да је звезда удаљена око 3 парсека. Убрзо после Беселовог открића, Фридрих Георг Вилхелм Струве и Томас Џејмс Хендерсон исте године су измерили паралаксе звезда Вега и Алфа Кентаур.
Поред помоћи у утврђивању паралаксе 61 Лабуда, Беселова прецизна мерења омогућила су му да уочи одступања у кретању Сиријуса и Прокиона, за која је установио да су проузрокована гравитационим привлачењем невидљивих пратилаца. Његова објава о Сиријусовом „тамном пратиоцу“ 1844. године била је прва тачна тврдња везана за до тада непосматраног пратиоца позиционим мерењем, што је касније довело до открића звезде Сиријус Б.
Иако није имао универзитетско образовање, Бесел је био велика личност у астрономији током свог живота. Изабран је за члана Краљевског друштва, а највећи кратер на површи Месеца Маре серенитатис назван је по њему.
Бесел је добио Златну медаљу краљевског астрономског друштва 1841. године. Умро је у Кенигсбергу од рака 1846. године.